# 武力 〜BURIKI ONE〜
『武力 〜BURIKI ONE〜』（ブリキ ワン）は、1999年にSNK（旧社）が発売した3D対戦型格闘ゲーム。システム基板としてハイパーネオジオ64を使用。正式名称は『武力 〜BURIKI ONE〜 WORLD GRAPPLE TOURNAMENT '99 in TOKYO』。
レバーで移動、ボタンで攻撃という一般的な対戦格闘ゲームの操作体系を覆し、ボタンによる前後移動とレバー操作の組み合わせによる攻撃という独特の操作体系を持つなどリアル指向の強いゲームとなっている。
またプレイ時にレバー上部の握り手部分が外れやすい事が『ゲーメスト』などのゲーム雑誌の読者投稿にて指摘されている。
本作は、ハイパーネオジオ64基板で発売された最後のタイトルとなった。

## ゲームシステム
左にボタン、右にレバーという非常に特異なコンパネを持つ。左側の2つのボタンで前後移動、右側のレバーの操作により攻撃と、これまた特異な操作となっている。2つのボタンは押す時間により通常の歩きとダッシュ移動の切り替えとなり、レバーを前方向に倒すことで攻撃、それ以外の方向は攻撃の予備動作などとなっている。ガードは2つのボタンを両方とも押すことで行う。
移動や攻撃を行うことによる重心の動きは画面上に矢印を模したパワーバランスゲージとして表示され、これが前に行っている状態で攻撃を受けるとカウンターとして受けるダメージが増える。パワーバランスゲージの長さはキャラクター毎に異なり、投げや関節技の多いスタイルの選手の方が長い傾向にある。

## リアルさの追求
本作は操作形態だけでなく、キャラクターの挙動や演出などあらゆる点でリアルさを追求した物となっている。技の形態にも他の対戦格闘ゲームにあるようないわゆる“飛び道具”はなく、『龍虎の拳』の登場キャラクターでもある坂崎リョウ（リョウ・サカザキ）の「虎煌拳」「覇王翔吼拳」の気弾を不可視として、リーチもごく短くなっている。
また、ゲーム中ではリングや背後の大型スクリーンに企業の広告が表示されている。以前からゲーム内に企業の広告を入れるという試みは多数存在したが、本作ではこういった広告を“異種格闘技大会のスポンサーによる物”とし、入れる位置についても不自然さがないよう吟味されている。
その他、試合規約の詳細な設定や選手に対するインタビューという形式のエンディングデモ、その下に流れるテレビ番組のスタッフロールを意識したスタッフロールなど、本作はリアル指向を追求した作品となっている。
雑誌のインタビューで、実際の格闘技の選手にプレイしてもらったところ、組み技などの重心移動をレバーを倒す事で行う点がリアルだと評価された。

## 登場キャラクター
※各キャラクターの2P用カラーは衣装違い

※ズィルバー以外のキャラクターはエンディングが二種類用意されており、条件を満たし、CPUズィルバーを出現させて倒したか否かで変化する。
天童凱（てんどう がい）［Gai Tendo］
声 - 檜山修之
- 格闘スタイル：総合格闘技（TOTAL FIGHTING）
- 生年月日：1982年4月11日
- 血液型：B型
- 国籍：日本
- 年齢：17歳
- 身長：175cm
- 体重：75kg
- 趣味：歌を歌うこと
- 初心者向けキャラクター

沖縄でトレーニングを積んだ天才ファイター。「番長」という名の犬を飼っている。自信家で喧嘩腰な発言が多い。後にドリームキャスト版『ザ・キング・オブ・ファイターズ'99 EVOLUTION』やアーケード版『ザ・キング・オブ・ファイターズ2000』にストライカーとして登場し、アーケード版『ザ・キング・オブ・ファイターズXI』では乱入キャラクター兼操作キャラクターとして登場する。
坂崎リョウ（さかざき リョウ）［Ryo Sakazaki］
声 - 臼井雅基
- 格闘スタイル：空手（KARATE）
- 生年月日：1967年8月2日
- 血液型：O型
- 国籍：日本
- 年齢：32歳
- 身長：179cm
- 体重：76kg
- 趣味：日曜大工、家庭菜園
- 中級者向けキャラクター

『龍虎の拳』の主人公であり、極限流空手の師範。『龍虎の拳』時代より歳を重ね、オレンジではなくグレーの道着を着ている。別衣装時は白道着に黒帯で上道着は着ていない。
パワーと素早さを兼ねた打撃技がウリで、『龍虎の拳』での必殺技も気弾こそ出ないものの使える。当て身からの背負い投げは持っているが、純粋な投げ技がないのが欠点。
パヤック・シピタック［Payak Sitpitak］
声 - 山西惇
- 格闘スタイル：ムエタイ（MUAY-THAI）
- 生年月日：1959年5月20日
- 血液型：A型
- 国籍：タイ
- 年齢：40歳
- 身長：180cm
- 体重：80kg
- 趣味：家族と映画を観にいくこと
- 初心者向けキャラクター

妻子持ちのムエタイ選手。息子がジョー・ヒガシのファン。謙虚で腰の低い性格。
近距離・遠距離ともに強力な技を持ち、投げも首相撲からの膝を持つ。どの距離でも戦いやすいスタンダードキャラクター。
徐竜誠（ソ・ヨンソン）［Seo Yong-song］
声 - 橋本じゅん
- 格闘スタイル：テコンドー（TAE KWON DO）
- 生年月日：1981年7月30日
- 血液型：A型
- 国籍：韓国
- 年齢：18歳
- 身長：177cm
- 体重：65kg
- 趣味：ネットサーフィン、時計集め
- 中級者向けキャラクター

大学生。少しユニークな髪型をしている。お調子者で自分を引き立てる発言も目立つが、他者を見下したりはしていない。
足技がメインのためリーチが長いが、純粋な投げ技がなく崩し手段に乏しい。
イワン・ソコロフ［Ivan Sokolov］
声 - 有田洋之
- 格闘スタイル：アマレス（WRESTLING）
- 生年月日：1972年8月20日
- 血液型：AB型
- 国籍：ロシア
- 年齢：27歳
- 身長：175cm
- 体重：82kg
- 趣味：手紙を書くこと
- 上級者向けキャラクター

オリンピックの金メダリスト。淡々とした口調で多くを語らない。普段は高校の教師をしている。
投げ技が非常に豊富で、特に長い距離を掴みにいける上に返し技を食らわない「片足タックル」からの派生が強力。
暁丸（あかつきまる）［Akatsuki-maru］
声 - や乃えいじ
- 格闘スタイル：相撲（SUMO WRESTLING）
- 生年月日：1971年1月2日
- 血液型：B型
- 国籍：日本
- 年齢：28歳
- 身長：210cm
- 体重：170kg
- 趣味：ドライブ
- 中級者向けキャラクター

力士。本名は矢野正治。
耐久力・攻撃力・投げられにくさ全てが高めだが、技の発生が遅くリーチも短めなものが多い。
ロブ・パイソン［Rob Python］
声 - 石井康嗣
- 格闘スタイル：ボクシング（BOXING）
- 生年月日：1964年5月1日
- 血液型：B型
- 国籍：アメリカ
- 年齢：35歳
- 身長：190cm
- 体重：90kg
- 趣味：読書
- 中級者向けキャラクター

プロ意識の強いボクサー。
手を使う技しかないためリーチは短めだが、その分回転が優れラッシュ力がある。
ジャック・デュガリ［Jacques Ducalis］
声 - 津田英治
- 格闘スタイル：柔道（JUDO）
- 生年月日：1967年7月6日
- 血液型：B型
- 国籍：フランス
- 年齢：32歳
- 身長：187cm
- 体重：100kg
- 趣味：柔道の鍛錬
- 上級者向けキャラクター

話がくどい柔道家。オリンピックの金メダリスト。
投げは種類も多く強力なのだが打撃が非常に貧弱。組んだ後に崩すことで重心を移動させ投げを決めやすくできるのだが、仕様上そのシステムが非常に使いにくい。
パトリック・ファン・ヒディング［Patrick van Heyting］
声 - フランキー仲村
- 格闘スタイル：プロレス（PROFESSIONAL WRESTLING）
- 生年月日：1962年6月30日
- 血液型：O型
- 国籍：オランダ
- 年齢：37歳
- 身長：201cm
- 体重：120kg
- 趣味：7歳になる娘と遊ぶこと
- 上級者向けキャラクター

少し偉そうな口調をするプロレスラーで、マイクパフォーマンスにもそれが多く見られる。しかし子煩悩な一面を持つ。
技が大振りで隙の大きいものが多いが、打撃・投げ共に充実しており耐久力も高め。
西園寺貴人（さいおんじ たかと）［Takato Saionji］
声 - や乃えいじ
- 格闘スタイル：合気道（AIKIDO）
- 生年月日：1982年3月22日
- 血液型：AB型
- 国籍：日本
- 年齢：17歳
- 身長：165cm
- 体重：49kg
- 趣味：園芸、料理
- 上級者向けキャラクター

祖父の意向によりやむなく参加する生真面目な高校生。誰に対しても丁寧で腰の低い言葉遣いで話す。
返し技に長け、カウンターヒットすると相手を行動不能にできる打撃技や、ガード不能の「足取り」も持つため、見た目によらず攻撃力は高め。しかし全キャラクター中最も打たれ弱く、体重も軽いので投げられやすい。
宋玄道（ソン・シャンタオ）［Song Xuandao］
声 - 逆木圭一郎
- 格闘スタイル：太極拳（TAI CHI MARTIAL ARTS）
- 生年月日：1929年12月31日
- 血液型：A型
- 国籍：中国
- 年齢：70歳
- 身長：170cm
- 体重：53kg
- 趣味：昼寝と詩吟
- 中級者向けキャラクター

高齢の拳法家。大らかで柔らかい態度と雰囲気だが拳法には真摯で歴も長い。ズィルバーのことを知っているらしい。
リーチこそ短いが、踏み込みながら行う攻撃は鋭く長い。接近戦では多彩な連係に投げを交えて攻め立てることができ、攻撃力も高い。耐久力・投げられやすさが共に低い。
ズィルバー［Silber］
声 - 有田洋之
- 格闘スタイル：我流空手（ORIGINAL KARATE）
- 生年月日：1950年7月9日
- 血液型：B型
- 国籍：ドイツ
- 年齢：49歳
- 身長：182cm
- 体重：114kg
- 趣味：目を鍛えること
- 上級者向けキャラクター
  - ※ボス、隠しキャラクター
  - CPU出現条件：以下の条件を成立させると、決勝戦（ステージ8）でCPUズィルバーが出現する。
ズィルバー以外のキャラクターを使用し、ノーコンティニューで本選4回戦（ステージ7）までをクリアする。
予選（ステージ1〜3）で敗退した場合は、コンティニューして「敗者復活戦」を選択し（「再戦」を選択するとその時点で条件不成立）2回行われる敗者復活戦を勝ち抜き、本選（ステージ4〜7）をノーコンティニューで勝ち抜くと条件が成立する。
  - プレイヤー使用条件：最初から使用可能な11人のキャラクター全員でCPUズィルバーに勝利する。

謎の乱入者。常に無口（ゲーム中も技を出す際の掛け声しか発しない）。空手を使うこと以外は謎が多い。名前はドイツ語で「銀」の意味だが、本名ではない。天童凱同様、後に『ザ・キング・オブ・ファイターズXI』に登場する。
強力な打撃を持つが、その分技後の隙が大きかったり、出が遅い攻撃が多め。リョウと比較するとパワー型の空手である。

## 武力GIRL
使用キャラクターは全員が男性という本作であるが、この異種格闘技大会を盛り上げるためにキャンペーンガール5人組のユニットとして「武力GIRL（ブリキガール）」が存在する。ゲーム製作に当たってSNKは公式サイト上でこの5人の人気投票を行い、1名だけをゲーム中に登場させるという手法を取った。ちなみにゲーム中で登場するのは、時間切れによる判定で引き分けになった際に行われる「サドンデス戦」の判定でも決着がつかず、没収試合となった場合のゲームオーバー画面だけである。
以下が武力GIRLのメンバーである。
遠野緋名子（とおの ひなこ）
- 出身地：大阪
- 年齢：21歳
- 身長：165cm
- 体重：50kg
- スリーサイズ：B84 W59 H87

彼女がゲームオーバー画面で登場する。
酒井七海（さかい ななみ）
- 出身地：宮城
- 年齢：24歳
- 身長：167cm
- 体重：51kg
- スリーサイズ：B79 W53 H83

幸田光（こうだ ひかる）
- 出身地：福岡
- 年齢：25歳
- 身長：170cm
- 体重：52kg
- スリーサイズ：B89 W58 H90

丸亀みどり（まるかめ - ）
- 出身地：奈良
- 年齢：19歳
- 身長：163cm
- 体重：48kg
- スリーサイズ：B90 W60 H90

桜田静絵（さくらだ しずえ）
- 出身地：東京
- 年齢：21歳
- 身長：165cm
- 体重：49kg
- スリーサイズ：B86 W58 H87